# Czech Indoor Open 2005
Il Czech Indoor Open 2005 è stato un torneo di tennis facente parte della categoria ATP Challenger Series nell'ambito dell'ATP Challenger Series 2005. Il torneo si è giocato a Praga in Repubblica Ceca dal 21 al 27 novembre 2005 su campi in sintetico indoor.

## Vincitori

### Singolare
Raemon Sluiter ha battuto in finale  Nicolas Thomann con il punteggio di 6–3, 7–5

### Doppio
Filip Polášek /  Serhij Stachovs'kyj hanno battuto in finale  James Auckland /  Jasper Smit con il punteggio di 6–3, 3–6, 7–6(5)